# Arngrim
Arngrim (en nòrdic antic: Arngrímr) és un berserker i heroi llegendari del folklore nòrdic.
A la mitologia nòrdica, apareix a la Saga d'Hervor i el Rei Heidrekr, la gesta dels danesos, la cançó d'Hyndla, la saga d'Örvar-Odd, així com moltes balades feroeses.

## Biografia

### Saga d'Hervor i del Rei Heidrekr
Segons les versions H i U de la saga, el guerrer Arngrim va iniciar una incursió de saqueig a la regió de Garðaríki (actual regió de Nóvgorod a Rússia). El rei de Garðaríki, Svafrlami, que posseïa l'espasa màgica Tyrfing, va lluitar contra ell. Durant la lluita, l'espasa Tyrfing va perforar l'escut d'Arngrim i es va quedar plantada a terra. A continuació, Arngrim va tallar la mà de Svafrlami, va agafar l'espasa Tyrfing i després va matar el rei amb la seva pròpia espasa. Després de la seva victòria sobre Svafrlami, Arngrim va segrestar la seva filla Eyfura i s'hi va casar a la força.
La versió R de la saga és diferent. En aquesta versió Arngrim va ser contractat com a cap de guerra pel vell rei Sigrlami. Va guanyar moltes batalles i va conquerir vasts territoris i molts súbdits per al seu rei. Com a recompensa, Sigrlami li va concedir un lloc destacat al seu regne, la mà de la seva filla Eyfura i l'espasa màgica Tyrfing.
En totes les versions de la saga, Arngrim va tornar a viure a casa seva amb la seva dona Eyfura. En les versions H i U és l'illa de Bolm a Hålogaland (avui a Noruega). En la versió R és l'illa de Bolmsö a Småland (actual Suècia). Van tenir dotze fills, tots els quals van seguir l'exemple del seu pare i es van tornar berserk. Els seus noms varien segons les versions:
- Versió H: Angantyr, Hjorvard, Hervard, Hrani, Brami, Barri, Reifnir, Tind, Saeming, Bui i els dos Haddings.

- Versió U: Angantyr, Hjörvard, Hervard, Hrani, Barri, Tyrfing, Tind, els dos Haddings, Bui, Bild i Toki.

- Versió R, només surten sis fills: Angantyr, Hjörvard, Hervard, Hrani i els dos Haddings.

### Gesta dels danesos
Segons Saxo Grammaticus, Arngrim va ser un guerrer suec que va matar a Skalk l'escanià. L'orgull de les seves habilitats el va impulsar a demanar a Frodi, un rei danès, la mà de la seva filla Eyfura. Però Frodi es va negar. Davant d'aquesta negativa, Arngrim va apel·lar al mític rei de Suècia Erik. El rei Erik li va aconsellar que demostrés la seva vàlua davant Frodi matant Egther, rei de Biàrmia (actual Óblast d'Arkhànguelsk a Rússia), i Thengil, rei de Finnmark (ara a Noruega).
Arngrim va atacar per primer cop a Thengil i va aixafar el seu poble, els lapons. Mentre fugien, els lapons van llançar darrere d'ells tres còdols màgics, que van prendre l'aspecte de tres muntanyes. Enganyat per aquesta il·lusió, Arngrim va recordar els seus homes. L'endemà, l'exèrcit d'Arngrim va començar a caçar de nou els lapons. Aquests van llençar neu a terra i la van fer semblar un riu, fet que va aturar la persecució dels suecs. El tercer dia, la batalla es va reprendre i els lapons, mancats de poders màgics, van ser derrotats. Havien d'acceptar condicions de pau, segons les quals cada lapó havia de proporcionar un vagó carregat de pells de ren cada any. L'Arngrim es va girar cap a Egther de Biarmie. El va matar en combat individual, després va exigir que els biarmens li proporcionessin una pell.
Arngrim va tornar a Erik, que el va portar a casa de Frodi. Erik va aconseguir convèncer Frodi que Arngrim era la millor parella que podia trobar per a la seva filla Eyfura, i Frodi va acceptar el matrimoni. Arngrim es va casar amb Eyfura, que li va donar dotze fills. Per als dotze fills, Saxo Grammaticus dona els dotze noms següents, nou dels quals són comuns amb els donats per la saga d'Hervor: Angantyr, Hjörvard, Hervard, Hrani, Biarbe, Tyrfing, Tand, els dos Haddings, Brand, Brodd i Hiarrande.

### La cançó de Hyndla
La cançó d'Hyndla només esmenta Arngrim i Eyfura per dir que vivien a l'illa de Bolmsö i que els seus dotze fills eren uns violents bojos. Per als dotze fills, la cançó d'Hyndla dona els noms següents: Hervard, Hjorvard, Rane, Angantyr, Bue, Brame, Barre, Reivner, Tind, Tyrving i els dos Haddings.

### Balades
Una cançó medieval del comtat de Telemark anomenada «homes inquiets» esmenta els fills d'Arngrim al poema:
| « | Aquests fills d'Arngrim del Nord anhelen el viatge a casa | » |

## Família

### Matrimoni i fills
Amb Eyfura, filla del rei de Garðaríki Svafrlami o del rei danès Frodi (segons la versió), tenia:
- dotze fills

#### Els noms dels fills d'Arngrim
| La cançó de Hyndla | La saga d'Hervor | La saga d'Hervor | La saga d'Hervor | Gest danès | Gest danès | Gest danès |
|                    | Versió R         | Versió U         | Versió H         |            |            |            |
| Angantyr (en)      | Angantyr         | Angantyr         | Angantyr         | Angantyr   |            |            |
| Hjörvard (en)      | Hjörvard         | Hjörvard         | Hjörvard         | Hjörvard   |            |            |
| Hervard            | Hervard          | Hervard          | Hervard          | Hervard    |            |            |
| Hrani              | Hrani            | Hrani            | Hrani            | Hrani      |            |            |
| Hading             | Hading           | Hading           | Hading           | Hading     |            |            |
| Hading             | Hading           | Hading           | Hading           | Hading     |            |            |
| barri              |                  | barri            | barri            | Barbie     |            |            |
| Tind               |                  | Tind             | Tind             | mentre     |            |            |
| Tyrfing            |                  | Tyrfing          | Saeming          | Tyrfing    |            |            |
| BUI                |                  | BUI              | BUI              | Marca      |            |            |
| Brami              |                  | Imatge           | Brami            | brodd      |            |            |
| Negar              |                  | Toki             | Negar            | Hiarrande  |            |            |